# Caravasar

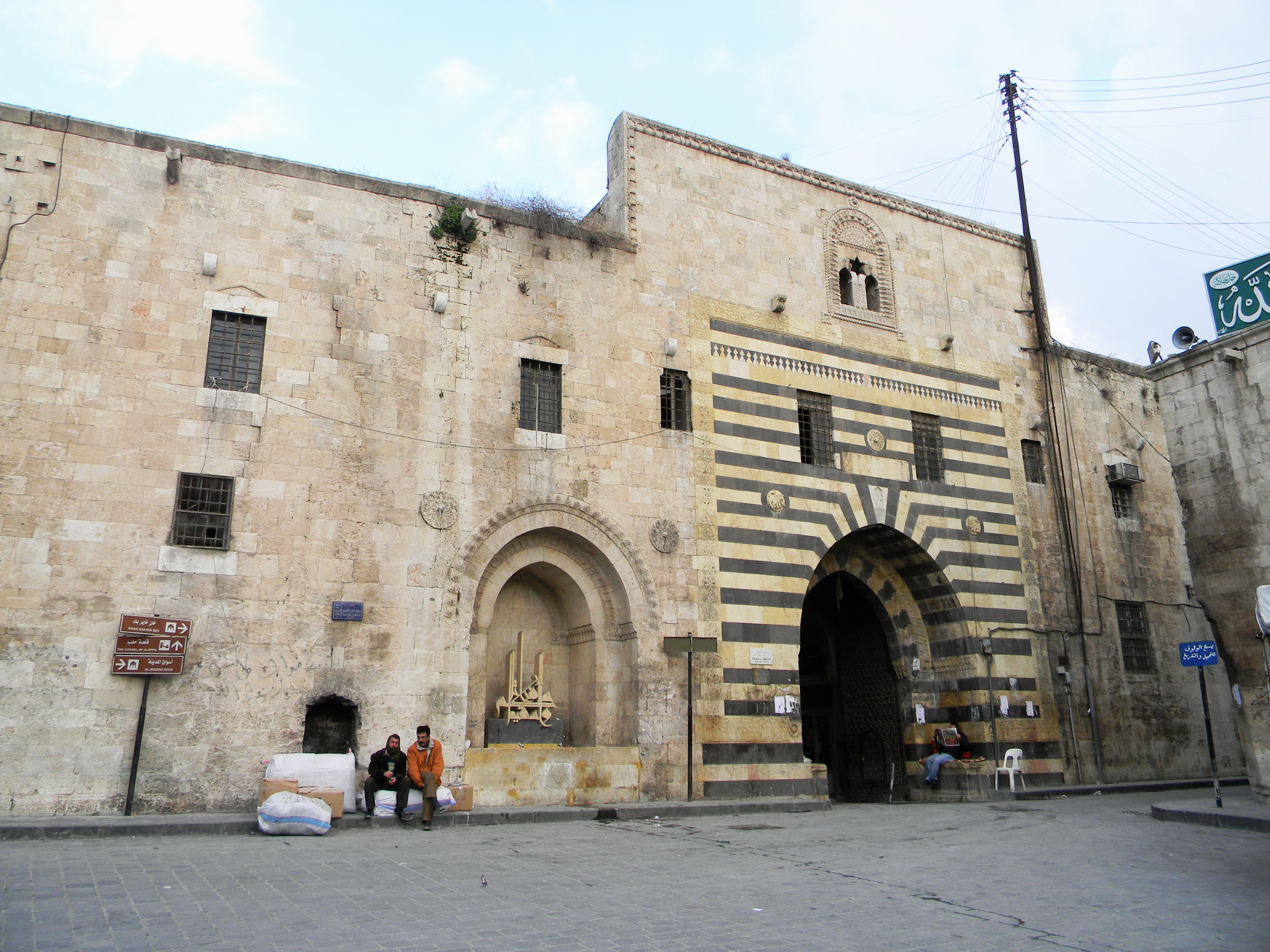
Caravasar de Khan al-Wazir, en Alepo, Siria.

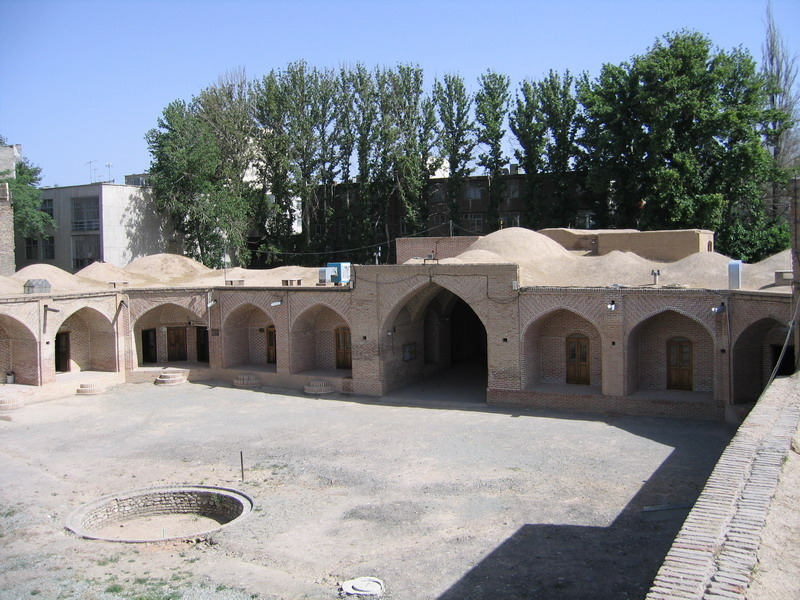
Caravasar en Karaj, Irán.

Un caravasar (en persa: کاروانسرا‎) es un antiguo tipo de edificación surgido a lo largo de los principales caminos donde las caravanas que hacían largos viajes de muchas jornadas —de comercio, peregrinaje o militares— podían pernoctar, descansar y reponerse los viajeros y animales. Eran verdaderos antecedentes de los modernos hoteles y hostales de carretera. En Oriente medio a menudo se les llama por su nombre persa khan (خان).
Los caravasares estaban diseñados para albergar y dar reposo y alimento a los viajeros y a sus animales, y custodiar sus mercancías. Los caravasares fueron piezas claves en el desarrollo y consolidación de las rutas de comercio a través de Asia, el norte de África y la Europa suroriental, especialmente a lo largo de la Ruta de la Seda, y permitieron el intercambio de personas, bienes e información entre muchas culturas.
Este tipo de albergues se encontraba con frecuencia a lo largo del Camino Real Persa, una antigua carretera de 2500 km de longitud que se extendía desde Sardes a Susa; según Heródoto: «Ahora, las verdaderas causas de la carretera en cuestión son las siguientes: hay estaciones reales a lo largo de toda su longitud y los excelentes caravasares, y que atraviesan un tramo habitado y libre de peligros».
En Turquía, Persia (Irán), Azerbaiyán y Armenia, los caravasares distaban unos 30 km entre ellos, y se levantaban a lo largo de las diferentes rutas que unían los diversos puertos y ciudades importantes de la península de Asia Menor. Puesto que en la época selyúcida la famosa ruta de la seda no transcurría por la península, se utilizaron para potenciar el mercado y la economía interior. Uno de los mejor conservados en Turquía lo construyeron en 1229 los turcos selyúcidas, el cual fue conocido como caravasar de Agzikarahan.[cita requerida]

## Etimología
La palabra caravasar —también transcrita como caravanserai, caravansaray, caravanseray o caravansara— deriva del turco kervansaray, y ésta del persa Kārwānsarā, una palabra compuesta que combina Kārwān (كاروان, caravana) con sara  (palacio, edificio con patios cerrados), al que se añade el viejo sufijo persa -yi. Aquí caravana significa un grupo de comerciantes, peregrinos u otros viajeros que hacen viajes de larga distancia.
Muchos topónimos se basan en la palabra sarai: Mughal Serai, Sarai Alamgir y Sarai Rohilla, por ejemplo, aunque muchos lugares (por ejemplo, gran parte de los que se enumeran en la página de desambiguación en inglés) están también basados en el significado original de "palacio".
La dharmshala hindú —casa de descanso para los peregrinos espirituales— tiene parecida etimología (compuesta de dharma (धर्म) y shālā (शाला)).

### Khan
El caravasar persa fue construido como una gran estación de carretera, fuera de las ciudades. Las posadas construidas dentro de la ciudad eran más pequeñas y se conocían en persa como khan (خان). En el Medio Oriente el término "khan" cubre ambos significados, de posada de carretera y de posada dentro de la ciudad. En Turquía la palabra se representa como han. En griego se denomina como pandocheion, lit.: 'bienvenidos todos', que significa a la vez 'posada', que llevó al funduq en árabe (فندق), al pundak en hebreo (פונדק), al fundaco en Venecia, al fondaco en Génova y a la alhóndiga en español.

## Caravasares en la literatura árabe
Al-Muqaddasi, el geógrafo árabe, escribió en 985 acerca de las hosterías, posadas y caminantes en la provincia de Palestina, un país que en ese momento dependía de Siria, diciendo: «Los impuestos no son altos en Siria, con la excepción de los percibidos en los caravasares (Fanduk); aquí, sin embargo, las cargas son opresivas...». La referencia aquí es a los impuestos y tasas que cobraban los funcionarios del gobierno por la importación de bienes y mercancías, cuyos importadores y sus bestias de carga solían detenerse a descansar en estos lugares. Los guardias estaban apostados en cada puerta para asegurarse de que los impuestos sobre esos bienes eran pagados en su totalidad, mientras los ingresos resultantes iban al reino fatimí de Egipto.

## Arquitectura

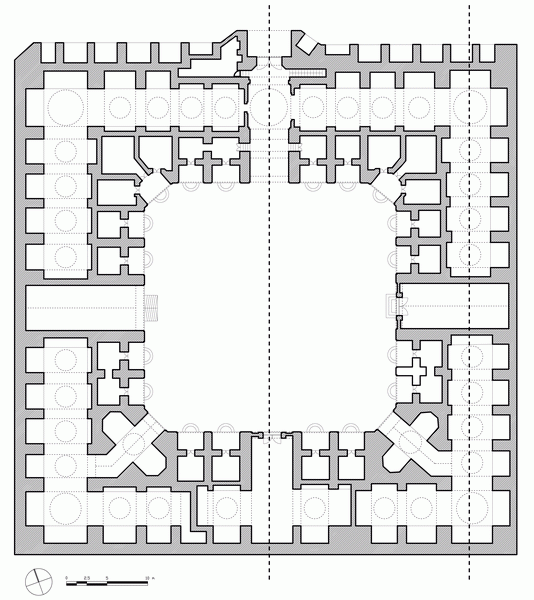
Planta de un caravasar safávida.

Generalmente, los caravasares eran edificios rectangulares con un patio vallado y un portal único, lo suficientemente ancho como para permitir el paso de bestias grandes o bastante cargadas, como camellos. El patio interior era casi siempre abierto y cerrado por altos muros, y alrededor del mismo se encontraban establos, nichos y cámaras para los mercaderes, sus sirvientes y sus mercancías. En los caravasares selyúcidas, la puerta principal era normalmente el único elemento decorado, a veces con una complejidad espectacular, con mocárabes de mucha profundidad, formando un baldaquino colgante de piedra, siendo las muqarnas comparadas con las tiendas de los sultanes. 
Los caravasares proporcionaban agua para el consumo de gente y animales, así como para el aseo y las abluciones rituales. Algunas veces, tenían elaborados baños. Almacenaban forraje para los animales y a veces contaban con tiendas donde los huéspedes podían abastecerse, o inclusive vender sus mercancías.

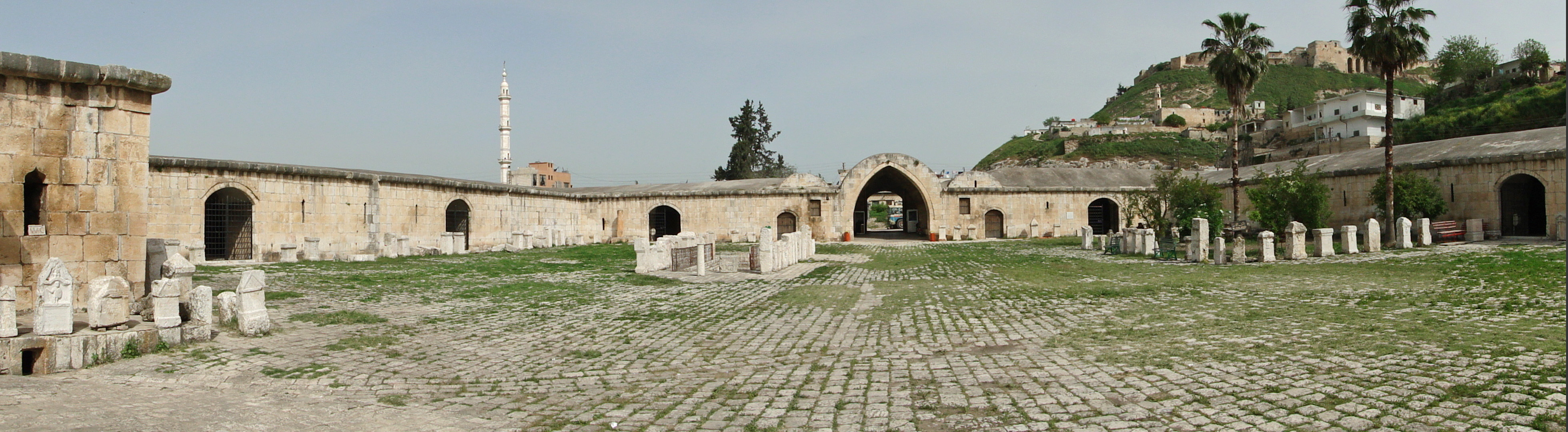
Caravasar de Qalaat al-Madiq, en el norte de Siria.

## Caravasares destacados
- Büyük Han
- Jan el-Jalili
- Khan al-Umdan
- Hanul lui Manuc
- Sa'd al-Saltaneh
- Khan Tuman
- Khan Jaqmaq
- Nampally Sarai
- Khan al-Tujjar (Nablus)
- Khan al-Tujjar (Monte Tabor)
- Khan As'ad Pasha
- Selim Caravanserai
- Khan Sulayman Pasha
- Rabati Malik Caravanserai
- Caravasar de Oremburgo

## Galería de imágenes

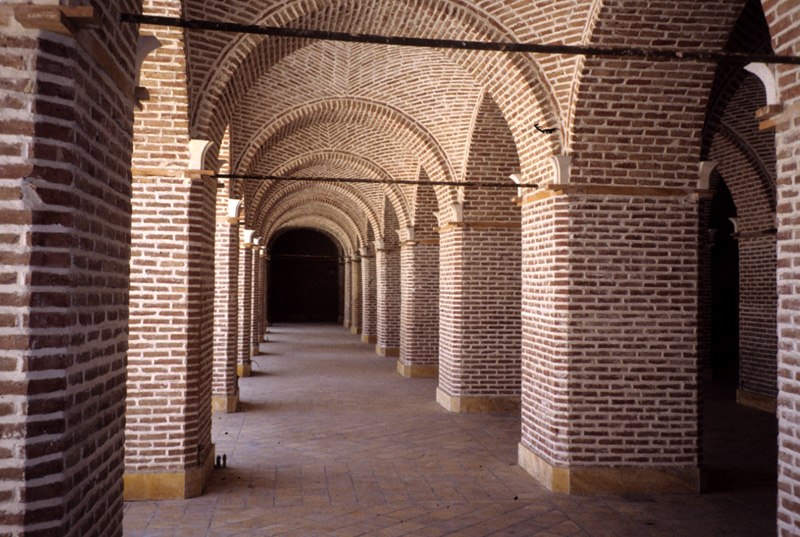
Caravasar de Sa'd al-Saltaneh, en Qazvin, Irán.
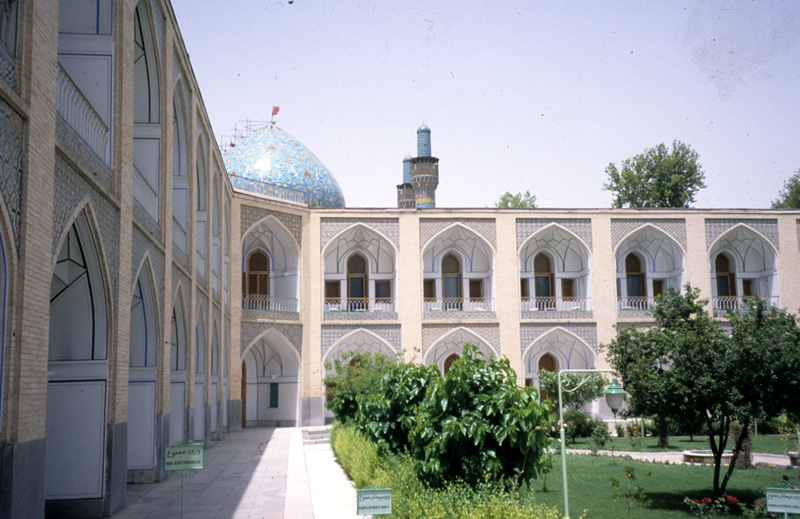
Caravasar de Shah Abbas, en Isfahan, Irán.
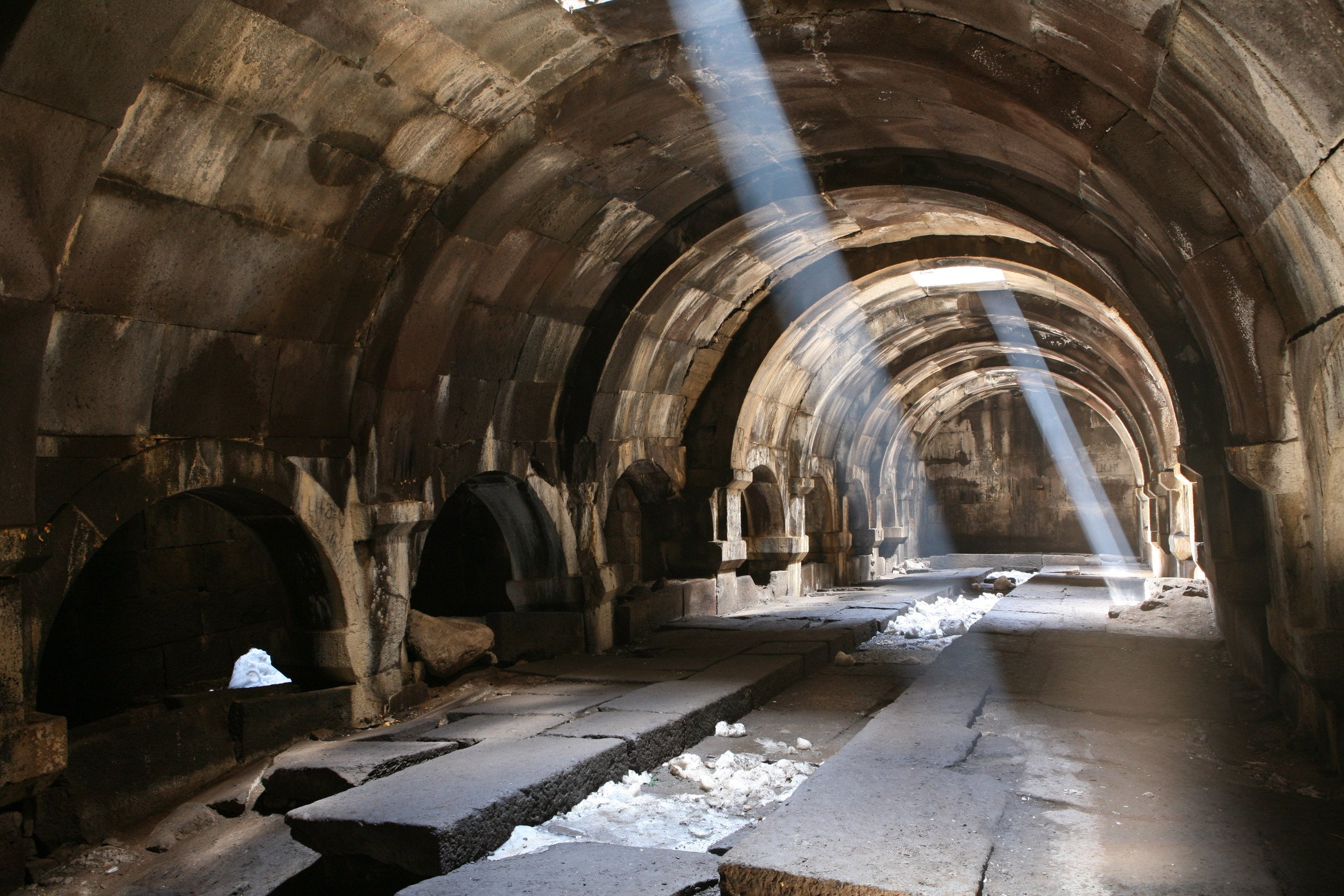
Caravasar de Selim, en Yeghegnadzor, Armenia.
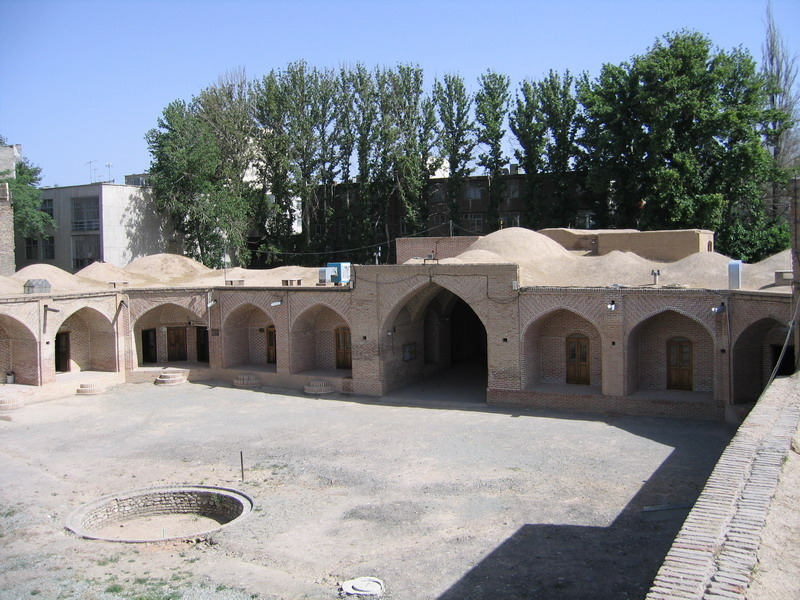
Caravasar en Karaj, Irán.
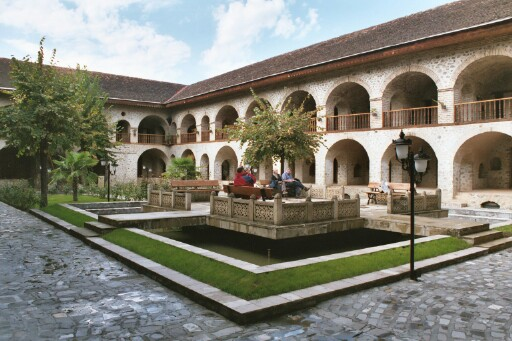
Caravasar en Şəki, Azerbaiyán.
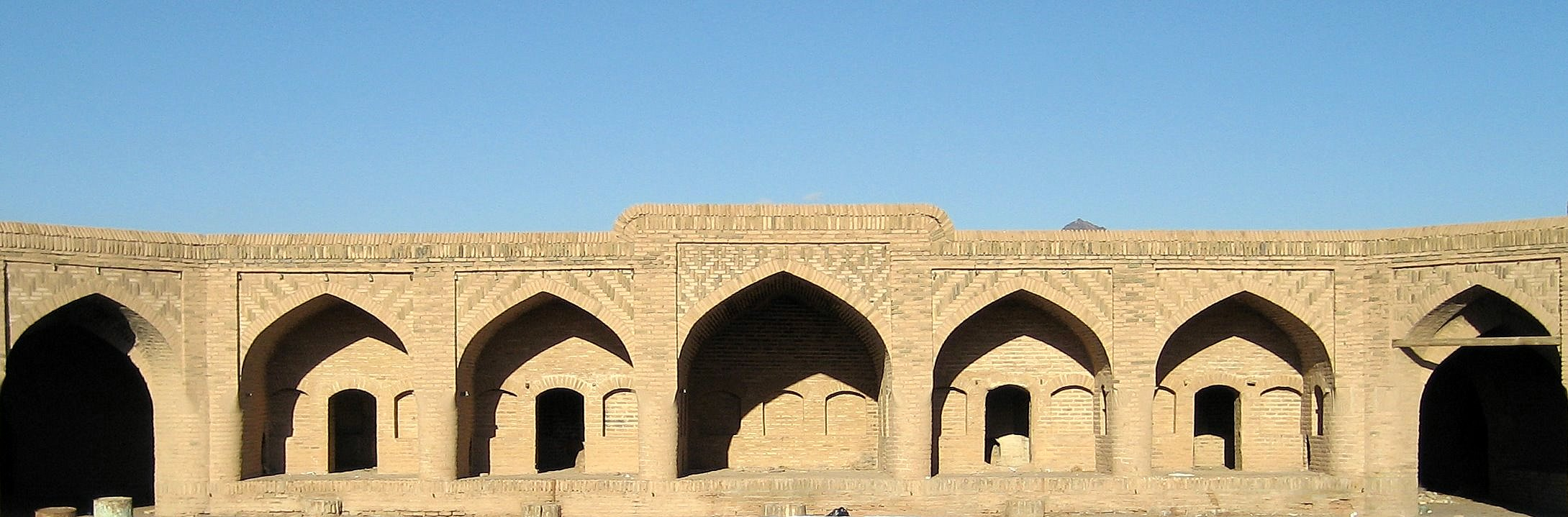
Caravasar en Neyestanak, Irán.
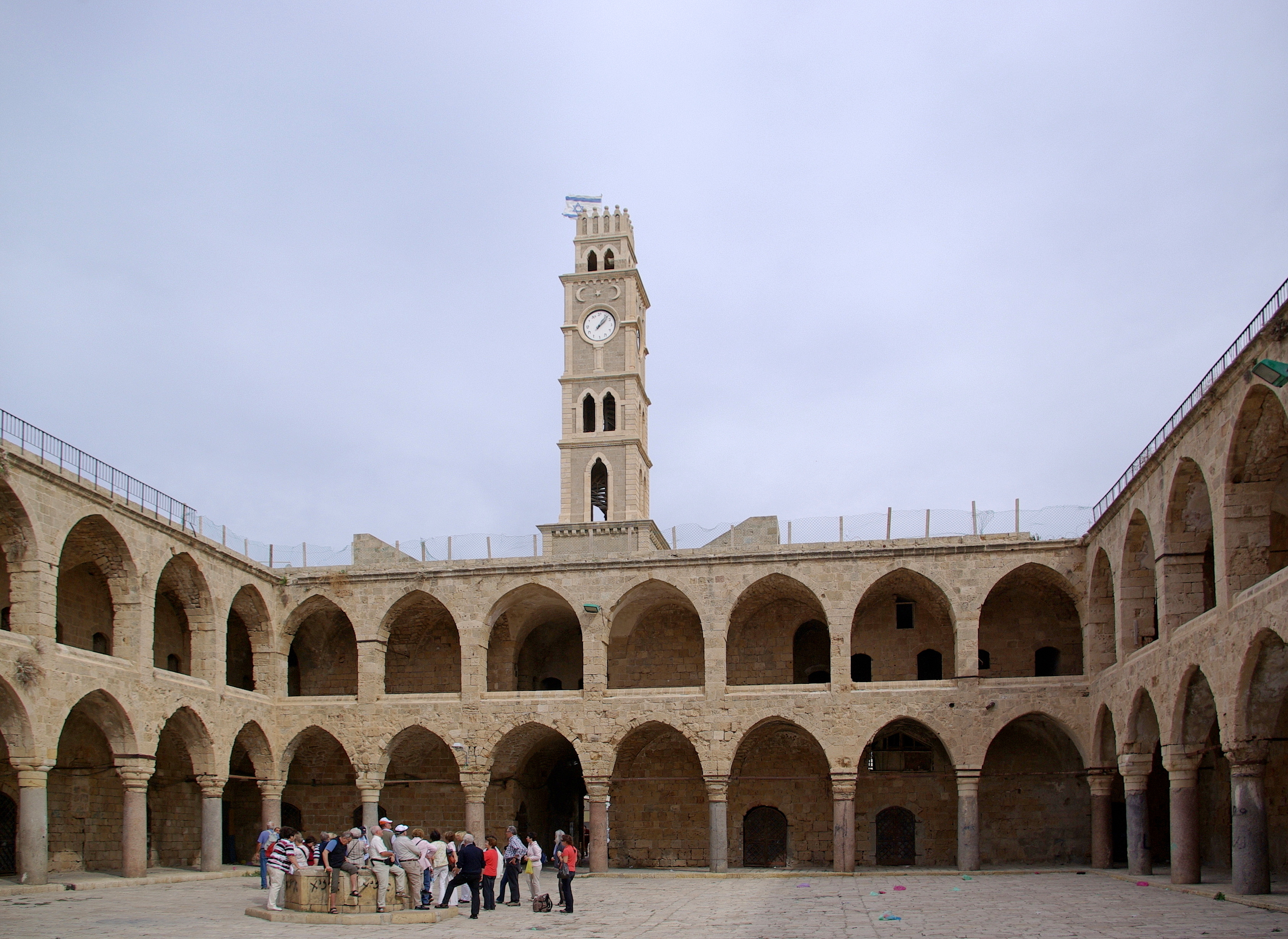
Caravasar de los pilares, en Acre, Israel.
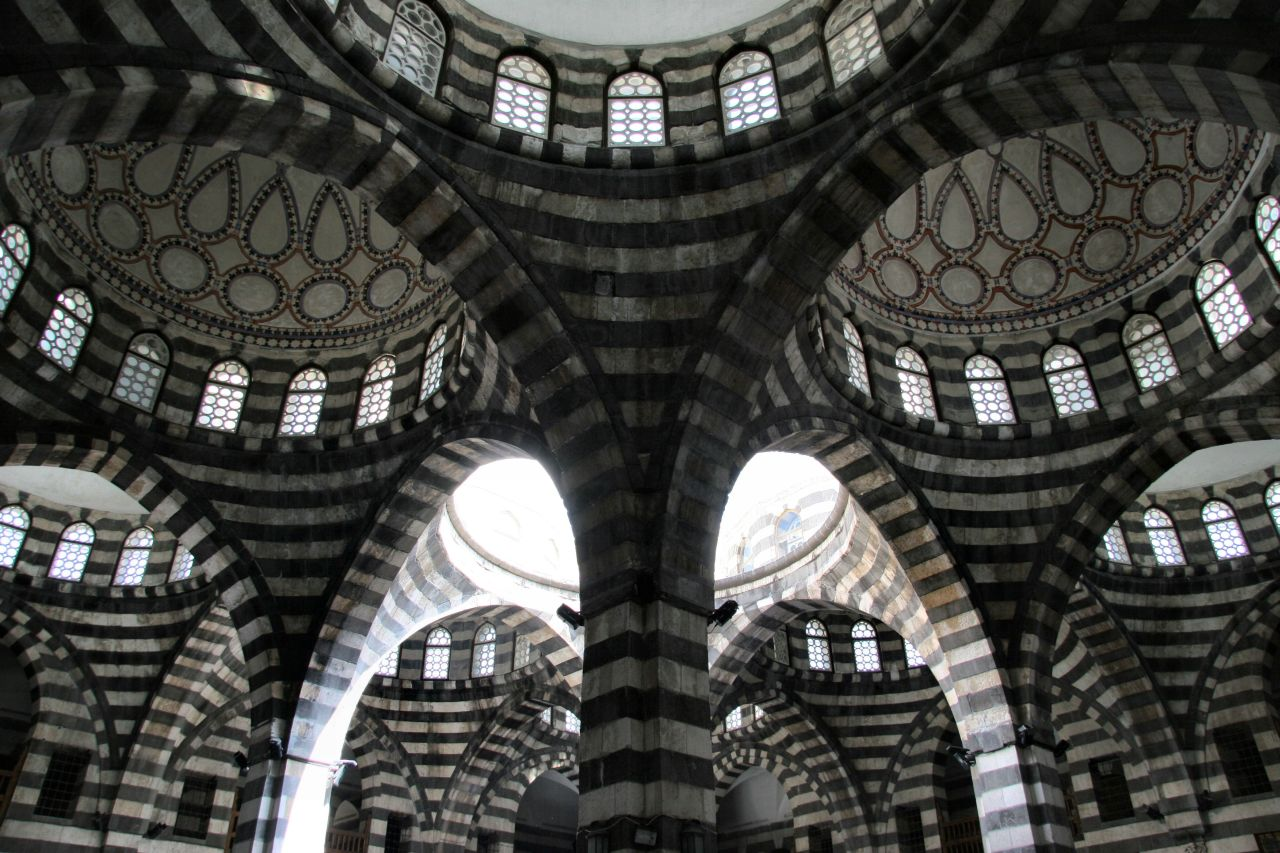
Caravasar Khan As'ad Pasha, en Damasco, Siria.